# Marina Shafir
Marina Shafir (* 18. April 1988 in Soroca, Moldau) ist eine moldawische Wrestlerin und ehemalige MMA-Kämpferin. Sie stand zuletzt bei der WWE unter Vertrag und trat regelmäßig in deren Show NXT auf. Aktuell ist sie bei AEW unter Vertrag.

## Wrestling und MMA Karriere

### MMA Erfahrungen (2012–2015)
Shafir begann ihre Kampfkarriere 2012 auf Amateurniveau. Innerhalb von zwei Jahren war sie ungeschlagen und gewann alle fünf Kämpfe. 2014 ging sie zum professionellen Kämpfen über. Shafirs erster professioneller Kampf war am 12. April 2014 gegen Chandra Engel, wo sie in der ersten Runde durch Submission gewann. Später in diesem Jahr erlitt Shafir ihre erste Niederlage gegen Amanda Bell in der ersten Runde. Im folgenden Jahr unterschrieb sie bei Invicta Fighting Championships.

### World Wrestling Entertainment (2018–2021)
Am 7. Mai 2018 gab die WWE bekannt, dass sie, wie auch Jessamyn Duke, bei der WWE unterschrieben hat. Am 28. Oktober bei WWE Evolution gab sie ihr WWE-Debüt. Shafir und Jessamyn Duke griffen in ein Titelmatch ein und halfen Shayna Baszler, den Titel zu gewinnen. Sie schlossen sich ihr danach an und halfen Baszler mehrmals, den Titel zu verteidigen. Am 19. Dezember 2018 feierten Shafir und Duke ihr NXT In-Ring-Debüt und verloren gegen Io Shirai und Dakota Kai. Nach einigen Monaten der Inaktivität kehrte Duke am 17. August 2020 ins WWE TV zurück, wechselte zur Marke Raw und vereinigte sich wieder mit Baszler und Shafir. Am 25. Juni 2021 wurde sie von der WWE entlassen.

### All Elite Wrestling (2021)
Seit dem 14. Dezember 2021 steigt sie regelmäßig für All Elite Wrestling in den Ring.

## MMA-Statistik
| Ergebnis   | Profi-Rekord | Gegner         | Datum           | Veranstaltung                      | Methode    | Runde | Zeit |
| ---------- | ------------ | -------------- | --------------- | ---------------------------------- | ---------- | ----- | ---- |
| Sieg       | 1–0          | Chandra Engel  | 12. April 2014  | LOP Chaos at the Casino 4          | Submission | 1     | 1:57 |
| Niederlage | 1–1          | Amanda Bell    | 10. August 2014 | LOP Chaos at the Casino 5          | Knockout   | 1     | 0:37 |
| Niederlage | 1–2          | Amber Leibrock | 9. Juli 2015    | Invicta FC 13: Cyborg vs. Van Duin | TKO        | 1     | 0:37 |